# Будешть (комуна, Вилча)
Будешть, Будешті (рум. Budești) — комуна у повіті Вилча в Румунії. До складу комуни входять такі села (дані про населення за 2002 рік):
- Барза (989 осіб)
- Берчою (356 осіб)
- Бирсешть (718 осіб)
- Будешть (1135 осіб)
- Лінія (639 осіб)
- Піску-П'єтрей (189 осіб)
- Раковіца (859 осіб)
- Руда (573 особи)

Комуна розташована на відстані 151 км на північний захід від Бухареста, 4 км на південь від Римніку-Вилчі, 93 км на північний схід від Крайови, 115 км на південний захід від Брашова.

## Населення
За даними перепису населення 2002 року у комуні проживали 5458 осіб. Усі жителі комуни рідною мовою назвали румунську.
Національний склад населення комуни:
| Національність | Кількість осіб | Відсоток |
| -------------- | -------------- | -------- |
| румуни         | 5440           | 99,7 %   |
| цигани         | 18             | 0,3 %    |

Склад населення комуни за віросповіданням:
| Релігія            | Кількість осіб | Відсоток |
| ------------------ | -------------- | -------- |
| православні        | 5361           | 98,2 %   |
| адвентисти         | 75             | 1,4 %    |
| бретрени           | 10             | 0,2 %    |
| баптисти           | 2              | < 0,1 %  |
| греко-католики     | 1              | < 0,1 %  |
| не вказали релігію | 1              | < 0,1 %  |